# Madonna Butler
La Madonna Butler (Madonna col Bambino, cherubini e serafini) è un dipinto tempera su tavola (44,1x28,6 cm) attribuita ad Andrea Mantegna, databile al 1460 circa e conservato nel Metropolitan Museum di New York.

## Storia
La tela viene in genere datata all'ultimo decennio del XV secolo, dopo il viaggio a Roma dell'artista, tramite confronti con altre opere simili, che hanno analogie tecniche e formali. Alcuni la attribuiscono invece alla fine del periodo padovano (1460 circa), come farebbero pensare alcune analogie con opere come la Presentazione al Tempio, con un'analoga cornice marmorea in primo piano.
Si ignora la provenienza della tavola, che comparve sul mercato antiquario londinese nel 1891. Già nelle collezioni di Charles Butler, da cui il nome, arrivò nel museo newyorkese nel 1926.

## Descrizione e stile
L'opera rientra in quel gruppo di Madonne col Bambino di piccolo formato di Mantegna, destinate alla devozione privata, come la Madonna col Bambino dormiente di Berlino, la Madonna Poldi Pezzoli o la Madonna di Bergamo.
Maria tiene il figlio in collo, vestita di un manto verde, una veste rossa e un velo di leggera stoffa bianca che le ricade fin sulle spalle. Il Bambino è in un'insolita posizione in tralice, con i piedi puntati sulla lastra in marmo screziato in primo piano e la testa scorciata in profondità: l'effetto è quello di una rappresentazione tridimensionale, che "sfonda" verso il mondo dello spettatore. Gesù Bambino appoggia il piccolo viso a quello della madre, in un'intima unione familiare che deriva da schemi bizantini e donatelliani. Gli sguardi dei due non si incontrano, con la Vergine che appare pensosa, magari nell'atto di riflettere sulla tragica sorte futura del figlio.
Lo stato di conservazione dell'opera è fortemente compromesso, con il volto di Maria fortemente abraso da restauri troppo incisivi, tanto che il giudizio sull'autografia del maestro resta sospeso per molti storici, che arrivano anche ad ipotizzare che si tratti dell'opera di un seguace ispirata a un originale perduto. Meglio conservato è lo sfondo, ripartito tra cherubini (blu) e serafini (rossi).